# Ньирмеддьеш
Ньирмеддьеш (венг. Nyírmeggyes) — посёлок(надькёжег) в медье Сабольч-Сатмар-Берег в Венгрии.

## История
Первое упоминание относится к 1272 году. В 1911 году открыта железнодорожная станция.
Сохранилась церковь XIV века, построенная в готическом стиле.
Посёлок занимает площадь 28,79 км², там проживает 2570 жителей (по данным 2010 года). По данным 2001 года, почти 100 % жителей посёлка — венгры.

## Расположение
Посёлок расположен примерно в 41 км к востоку от города Ньиредьхаза. В посёлке есть железнодорожная станция. Через посёлок проходит автодорога 471.

## Население
| Год  | Численность | Численность |
| ---- | ----------- | ----------- |
| 2013 | 2622        | [ 5 ]       |
| 2014 | 2604        | [ 6 ]       |
| 2015 | 2610        | [ 7 ]       |
| 2016 | 2656        | [ 8 ]       |
| 2017 | 2712        | [ 1 ]       |
| 2021 | 2577        | [ 9 ]       |
| 2022 | 2454        | [ 10 ]      |
| 2023 | 2472        | [ 11 ]      |
| 2024 | 2463        | [ 2 ]       |